# 斯洛比德卡-庫利奇耶韋茨卡
48°39′43″N 26°39′12″E / 48.66194°N 26.65333°E

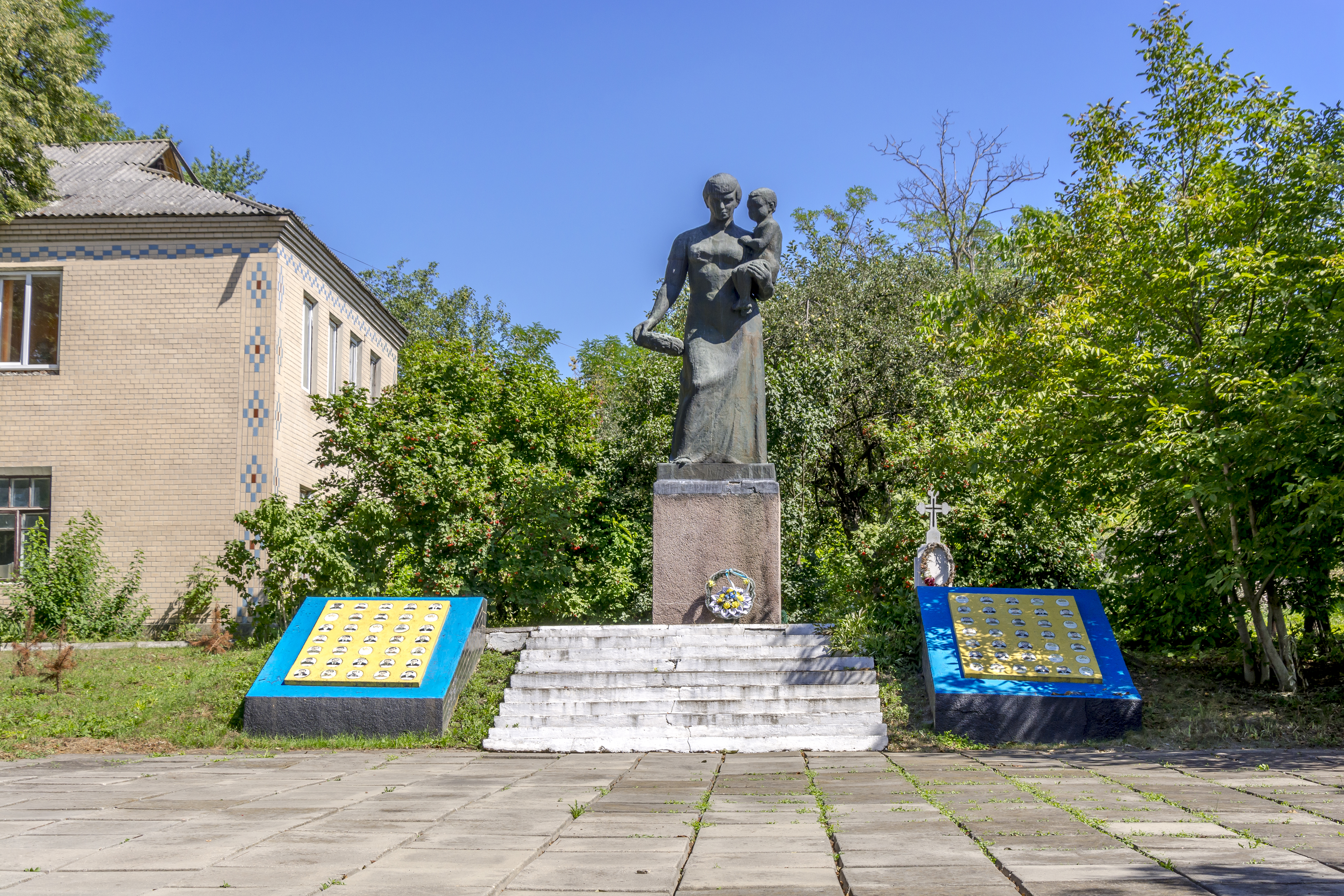
村民纪念碑

斯洛比德卡-庫利奇耶韦茨卡（羅馬化：Slobidka-Kulchiievetska）是烏克蘭西部赫梅利尼茨基州卡緬涅茨-波多利斯基區斯洛比德卡-库利奇耶韦茨卡市镇内的村莊及該市鎮之行政中心。始建於1789年，面積1.94平方公里，2001年人口885，人口密度每平方公里456.4人。